# BlueTiek-in
BlueTiek-in was een Nederlandse keten met kledingwinkels in de regio Rotterdam. Later kwamen er ook winkels bij in de regio Den Haag.

Logo van de BlueTiek-in bij de hoofdingang

De BlueTiek-in was ook een discotheek in Rotterdam in de jaren tachtig. De discotheek werd geopend en geleid door dezelfde mensen, Dick Beekman en Herman Dikker.

## Geschiedenis
De Kledingboetieks: Piet Lap, bekend van de modewinkels voor heren- en jongenskleding, opende de eerste Bluetiek (zonder de toevoeging “In”) winkel in Rotterdam, op de Beijerlandselaan 184-186 in de zeventiger jaren. Dick Beekman werkte als verkoper bij Piet Lap en runde deze eerste Bluetiek. Herman Dikker, levenspartner van Dick, werd inkoper speciaal voor de boetieks. De Bluetiek modewinkel was direct een succes en in totaal acht Bluetiek winkels openden in Rotterdam, Hoogvliet, Spijkenisse en Schiedam. Er werd zelfs speciaal een damesboetiek geopend, genaamd Miss Bluetiek, op de Beijerlandselaan 124.
Beekman en Dikker wilden met Bluetiek een grote stap maken en een winkel in Rotterdam centrum openen. Ze hadden een prachtig groot pand op de Oude Binnenweg op het oog. De directie van Piet Lap vond die stap te groot. De heren wilden voor voor zichzelf te beginnen en kregen alle Bluetieks ter overname aangeboden, mede doordat de invulling van de winkels bij Dikker vandaan kwam.  
De bank stond garant voor dit plan na een analyse, de omzet van Bluetiek maakte het realiseren van dit avontuur mogelijk. Beekman en Dikker werden in 1978 eigenaren en vernieuwden de naam naar BlueTiek-in (daar mensen vaak vroegen: "Welke boetiek?"). Deze winkels hebben langdurig een deel van het modebeeld van jong Rotterdam bepaald. Hippe jongeren-modewinkels waren relatief nieuw in die tijd, met een aanbod van spijkerbroeken, T-shirts en truien.  Nadat Beekman en Dikker de keten verkochten zijn er nog vestigingen geopend in Den Haag en Rijswijk.
| Locatie                   | Gemeente    | Opening    | Sluiting   |
| ------------------------- | ----------- | ---------- | ---------- |
| Beijerlandselaan 124      | Rotterdam   | 25-10-1978 | 01-01-1992 |
| Beijerlandselaan 184-186  | Rotterdam   | 25-10-1978 | 04-11-2001 |
| Langehorst 251            | Rotterdam   | 25-10-1978 | 01-05-1991 |
| Broersvest 117            | Schiedam    | 25-10-1978 | 03-07-2000 |
| Binnenban 9A              | Hoogvliet   | 01-06-1979 | 01-05-1993 |
| Oude Binnenweg 116-118    | Rotterdam   | 08-03-1980 | 16-08-2003 |
| Zuidplein Hoog 793        | Rotterdam   | 26-09-1980 | 31-07-2007 |
| Uitstraat 121 -123        | Spijkenisse | 17-11-1983 | 31-07-2007 |
| Vlamingstraat 16          | Den Haag    | 01-01-1991 | 31-07-2007 |
| W Alexander Promenade 111 | Rijswijk    | 25-09-2000 | 31-07-2007 |
| Poolsterstraat 90d        | Rotterdam   | 01-06-2001 | 31-07-2007 |
| Oude Binnenweg 102        | Rotterdam   | 19-11-2001 | 31-07-2007 |

## Discotheek
De BlueTiek-in superdiscotheek werd ook opgezet door Dick Beekman en Herman Dikker. De opening van de discotheek vond plaats op 20 mei 1983. De discotheek had een capaciteit van 1300 bezoekers, op vrijdag- en zaterdagavonden stond er altijd een rij wachtende bezoekers voor de deur. Soms kwamen er meer dan 2000 mensen binnen op één avond en nacht. Het betaalsysteem van munten was uniek in Nederland; drinken en eten werd daarmee betaald. De lichtinstallatie was ongeëvenaard en de lasershow was zijn tijd jaren vooruit.
Op donderdag- en zondagavond waren er vaak optredens, onder andere van artiesten zoals Sam & Dave, Viola Wills en Centerfold. Ook Hugh Masakela, Joyce Kennedy & Jeffrey Osborne, The Platters, Imagination, Daniel Sahuleka, Stephanie Mills, Colonel Abrahams, Divine, MC Miker G & DJ Sven en Sophia George hebben op het podium van de BlueTiek-in gestaan. Peter Slaghuis was de huis-dj van de discotheek.
Op 27 maart 1986 vond er een schietpartij plaats bij de ingang van de discotheek waarbij twee doden (onder wie een uitsmijter van de Bluetiek-in) en een gewonde vielen.
In 1988 werd de discotheek door de eigenaren verkocht. Aanvankelijk maakte de discotheek een doorstart onder dezelfde naam, later onder de naam Network. Op dezelfde plek op de Karel Doormanstraat was later de club Carrera en de Baja Beach Club gevestigd.

## Trivia
- De discotheek had een vloeroppervlak van 1200 vierkante meter.
- In de BlueTiek-in werden opnamen gemaakt voor het muziekprogramma Pop Sjop TV.